# Charles Frederick Cross
Charles Frederick Cross  (* 11. Dezember 1855 in Brentford, Middlesex; † 15. April 1935) war ein britischer Chemiker, der mit Edward John Bevan das Xanthogenat-Verfahren zur Herstellung von Viskosefasern erfand.
Der Vater von Cross war ein ehemaliger Schulleiter und der Direktor der Seifenfirma T. B. Rowe and Sons in Brentford. Cross studierte am King’s College London Chemie und war dann bei der Phosphate Sewage Company in Barking. Ab 1876 setzte er sein Studium fort (speziell Organische Chemie) an der ETH Zürich (damals Polytechnikum) und am Owens College in Manchester, wo er sich mit Bevan befreundete und Schüler von Carl Schorlemmer und Henry Enfield Roscoe war. 1878 schloss er sein Studium mit einem Bachelor-Abschluss in London ab. Er ging in der Papierindustrie in Barrow-in-Furness (Barrow Flax & Jute Comp.). Um ihre Cellulose-Forschung weiterzuentwickeln und zu vermarkten, kündigten Bevan und Cross 1883 und trieben ihre Entwicklung am Joddrell Labor in Kew (London) voran. 1885 gründeten sie das Ingenieurbüro Cross and Bevan in London (Beratung der Papierindustrie, Sitz im New Court in Lincoln’s Inn). 1892 hatten sie mit dem Xanthogenat-Verfahren zur Viskose-Herstellung ihren Durchbruch. Zuerst wurde sie als Film und Papier- und Textilüberzug verwendet, bald darauf entwickelten Cross und Bevan mit Charles Henry Stearn von der Tochterfirma eines Schweizer Herstellers von Kohlefaden für Glühlampen ein Spinnverfahren. Ihre Patente wurden in Europa und den USA vom Viscose Spinning Syndicate vermarktet – in Großbritannien produzierte danach die Firma Courtaulds.
1895 erhielt er mit Bevan die John Scott Medal des Franklin Institute. Cross war Fellow der Royal Society.
Von Cross und Bevan stammt auch ein damaliges Standardwerk in Großbritannien für Papierherstellung.

## Schriften
- mit Bevan: Text Book of Papermaking 1887
- mit Bevan: Researches on Cellulose, Longmans 1907